# BMW C 400
La BMW C 400 è un maxi-scooter prodotta in due versioni, C 400 X e C 400 GT, dal novembre 2017 dalla casa motociclistica tedesca BMW Motorrad.

## Profilo

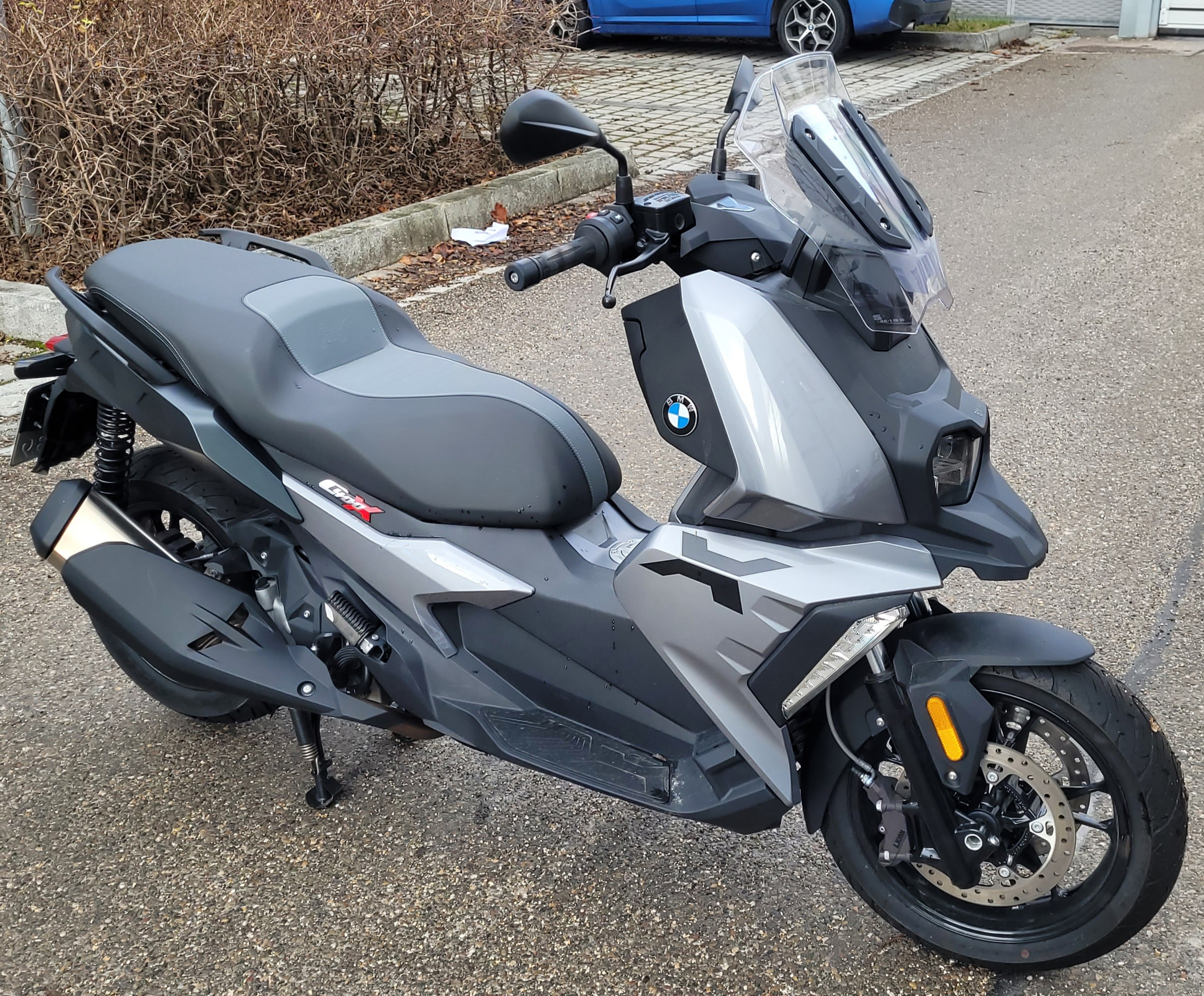
BMW C 400 X

Presentato all'EICMA di Milano del 2017 dapprima in versione C 400 X,
 va a posizionarsi nel listino della casa tedesca sotto i maxiscooter C 600 Sport e C 650 GT.
Le due versioni hanno medesima meccanica e ciclistica, ma differiscono per impostazione di guida e per l'estetica, più turistica la prima mentre più fuoristradista la seconda inspirata alla 1200 GS con fanale a LED asimmetrico.
Sviluppato dalla Ricardo in Italia e costruito dalla Loncin Holdings in Cina, monta un motore monocilindrico a quattro tempi raffreddato a liquido dalla cilindrata di 349 cm³ avente lubrificazione a carter umido con distribuzione a singolo albero a camme in testa con 4 valvole per cilindro con una potenza di 25 kW (34 CV) a 7500 giri/min e ina coppia massima di 35 Nm è disponibile a 5750 giri/min.
Il telaio del C 400 è in acciaio saldato. All'avantreno c'è una forcella telescopica da 35 mm, mentre al retrotreno due gruppi molla-ammortizzatore con precarico molla regolabile meccanicamente. Il C 400 monta freni a disco con due pinze fisse a 4 pistoncini all'anteriore e una pinza flottante a 1 pistoncino al posteriore. I tre dischi freno hanno un diametro di 265 mm. Lo scooter ha un sistema frenante antibloccaggio Continental (ABS) a 2 canali.
Al lancio lo scooter era omologato secondo lo standard Euro 4.

### Restyling 2021
Ad inizio 2021 viene sottoposto ad un pesante restyling, con alcune caratteristiche che sono state riviste come il motore che è stato oggetto di migliore per rientrare nella normativa Euro 5. Inoltre la manopola dell'acceleratore a cavo è stata sostituita con una elettronica drive by wire; ciò garantisce una risposta dell'acceleratore più fluida e sensibile, nonché una maggiore reattività ai bassi regimi. Sono state apportate modifiche al sistema di contenimento dei gas di scarico e alla testata. La frizione centrifuga è stata ottimizzata e dotata di molle più robuste. Il controllo di stabilità ASC è stato ottimizzato, reagendo in modo più immediato e non ha più bisogno di essere ricalibrato quando si cambiano le gomme. Due nuove pinze dei freni sono state installate sull'impianto frenante anteriore. Nel vano portaoggetti sotto la sella è stata dotata di una luce a LED. Nel vano portaoggetti destro posto sotto il manubrio è stata aggiunta una presa di ricarica USB da 12 V che era già disponibile nel predecessore.